# 13849 Dunn
A 13849 Dunn (ideiglenes jelöléssel 1999 XN86) a Naprendszer kisbolygóövében található aszteroida. A LINEAR projekt keretében fedezték fel 1999. december 7-én.